# Wilhelm von Jagow
Wilhelm Ernst Heinrich Gottlob Sigismund von Jagow (* 31. Januar 1770 in Calberwisch; † 2. April 1838 in Krevese) war ein preußischer Gutsbesitzer, Landrat, Deichhauptmann und Leutnant.

## Leben
Wilhelm von Jagow hatte sich am 22. April 1801 in Berlin mit Louise von Schladen (1785–1853), einer Tochter von Karl Friedrich Gottlieb von Schladen, verheiratet. Sein zweitgeborener gleichnamiger Sohn Wilhelm (1803–1883) war der Vater von Eugen von Jagow (1849–1905). Der dritte Sohn Eduard (1804–1874) war Herr auf Calberwisch und Vater von Bernhard von Jagow.
Er war von 1820 bis 1838 Landrat des Kreises Osterburg. Auch sein Sohn Friedrich von Jagow (1802–1858) und Großenkel Ernst von Jagow wurden später preußischer Landrat des Kreises.
Wilhelm von Jagow war Rechtsritter des Johanniterorden und Herr von Scharpenhufe, Stresow, Pollitz, Groß Garz, Oevelgünne, Althaus Aulosen sowie Neuhaus Aulosen. Insgesamt gehörten ihm zeitweise 16 Güter und weitere Forstreviere.